# Maria Bertrand
Maria Bertrand, née Maria Yvonne Bertrand le 29 août 1975 à Montréal, est une actrice et mannequin canadienne.

## Biographie
Maria Yvonne Bertrand est née le 29 août 1975 à Montréal au Canada, sa mère et ses deux frères sont nés en Guyane anglaise. Son père est québécois. Maria parle couramment anglais et français. Maria mesure 1,75 m. Depuis 2009 elle réside à Los Angeles.

## Filmographie
- 1999 : Chantage sans issue série TV
- 2000 : Les prédateurs série TV
- 2001 : Les Âes damnées (en) série TV
- 2001 : Summer film
- 2002 : Federal Protection film
- 2002 : Confessions d'un homme dangereux film
- 2002 : The Case of the Whitechapel Vampire série TV
- 2002 : Hitters film
- 2003 : Petits Mythes urbains série TV
- 2004 : La Saveur du grand amour (Just Desserts) téléfilm
- 2005 : The Game of Their Lives film
- 2005 : NCIS : Enquêtes spéciales série TV
- 2009 : Darkness Waits film
- 2011 : Hyenas film